# Francesco di Valdambrino
Francesco Domenico di Valdambrino (ou da Valdambrino) (né vers 1363 en Toscane - mort en 1435 à Sienne) est un peintre et un sculpteur sur bois italien de la pré-Renaissance, entre Trecento et Quattrocento, ami de Jacopo della Quercia.

## Biographie
Francesco di Valdambrino participe avec Filippo Brunelleschi, Jacopo della Quercia, Simone da Colle Val d'Elsa, Niccolò di Luca Spinelli, et Nicolò Aretino au concours pour la porte nord du baptistère de Florence, organisé par l'Arte di Calimala, et finalement remporté par Lorenzo Ghiberti.

## Œuvres
- Madonna dei Chierici, Cathédrale Santa Maria Assunta de Volterra
- Ange de l'Annonciation et la Vierge de l'Annonciation, statues en bois polychrome  au Duomo de Montepulciano
- Madonna col Bambino, statue en bois polychrome, Chiesa di San Pietro de Radicofani
- Sant'Antonio Abate, bois, Basilique San Domenico de Sienne
- Angelo Annunciante et Vergine Annunciata, bois polychrome, Chiesa della Madonna di Vitaleta, San Quirico d'Orcia
- Annunciazione, bois polychrome, Chiesa di San Giovanni Battista (Farnetella)
- Le tombeau d'Ilaria del Carretto (1406), dans la cathédrale de Lucques, avec Jacopo della Quercia
- Annunciata, Chiesa di San Nicola, Pise
- Sant'Antonio Abate, bois polychrome, Museo d'arte sacra, San Gimignano
- Sant'Antonio Abate, bois polychrome, Chiesa di Sant'Andrea, Montecarlo
- San Bartolomeo, bois polychrome, Chiesa di San Lorenzo e San Bartolomeo, Pontedera
- Sant'Ansano crocifisso, Pieve di San Cassiano di Controni, Bagni di Lucca
- Annunciata et Angelo Annunciante, Chiesa dei Santi Quirico e Giulitta, Bagni di Lucca
- Madonna con Bambino (1403), bois, Chiesa di Sant'Andrea, Palaia
- Sant'Andrea et Santa Lucia, Chiesa dei Santi Andrea e Lucia, Pescia
- Vergine,  Chiesa di San Martino a Lustignano,  Pomarance (œuvre de jeunesse).

Dans les musées
- San Crescenzio (v. 1406), bois polychrome, Museo dell'Opera Metropolitana del Duomo, Sienne
- Gesù Bambino benedicente, collections de la Monte dei Paschi di Siena
- Annunciazione, San Francesco  et Vergini annunciate, Museo Nazionale di San Matteo (Pise)
- Santo Stefano, bois polychrome, Museo  della Collegiata di Sant'Andrea, Empoli
- Crucifix (1400-1410), bois de saule peint, Detroit Institute of Art, Detroit
- Nombreux bustes et statues en pied de saints, Courtauld Institute of Art, Londres
- Ange et Vierge de l'Annonciation, Musée des beaux-arts de Lyon.